# Au (Breisgau)

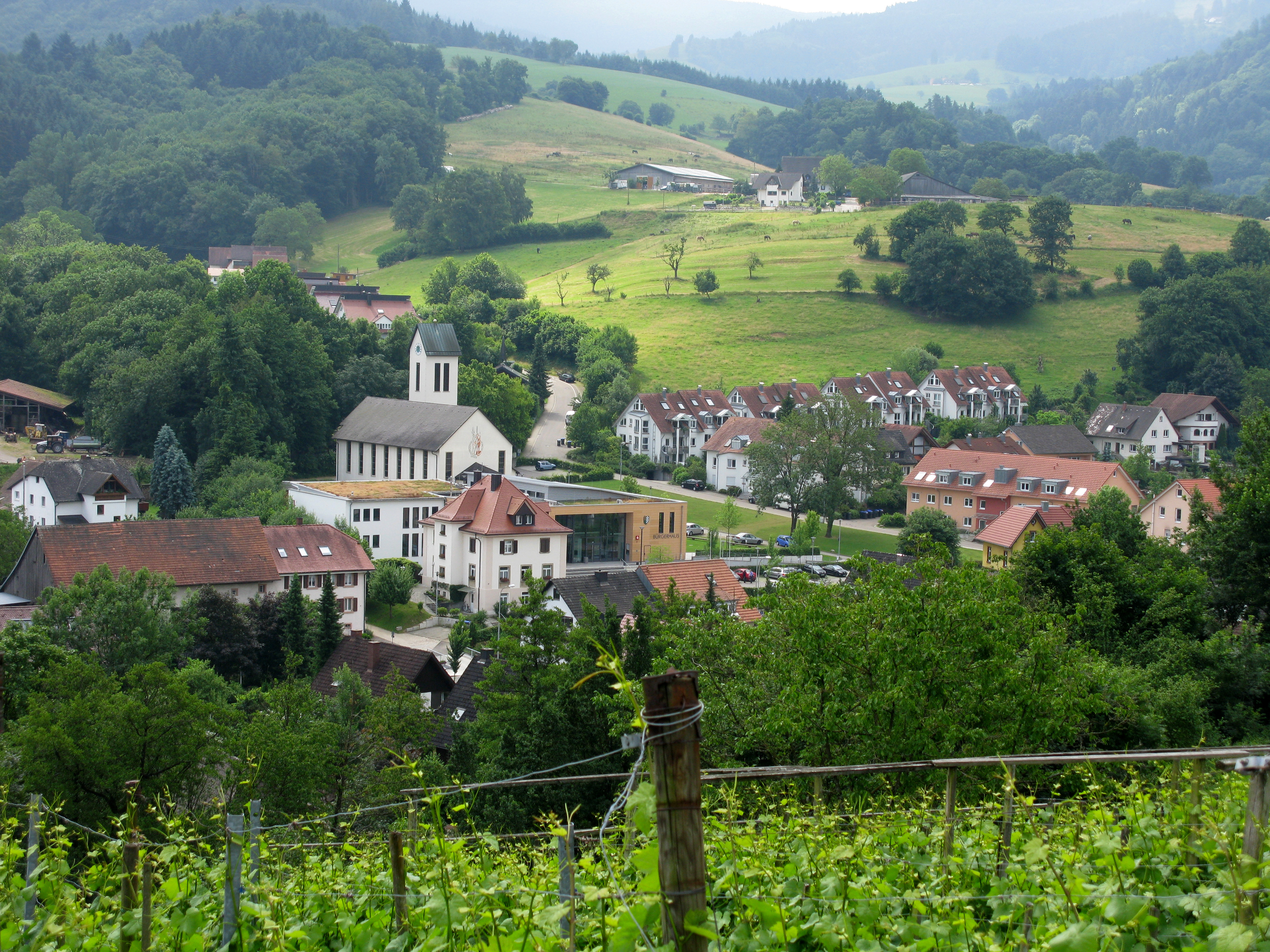
Au vom Bettlerpfad aus

Au ([aʊ̯] ⓘ) ist eine Gemeinde wenige Kilometer südlich von Freiburg im Breisgau im Südwesten von Baden-Württemberg. Der Ort gehört zur Verwaltungsgemeinschaft Hexental mit Sitz im benachbarten Merzhausen.

## Geographie
Au liegt im nördlichen Hexental zwischen dem Schönberg im Westen und dem Schwarzwald im Osten.

### Gemeindegliederung
Zur Gemeinde Au gehören das Dorf Au, die Zinken Schönberg, Hof und Häuser Hägenhof und die Höfe Burghöfe, Finsterbach, Hasgelhöfe, Heimbachhof, Kaischenhof, Kopfackerhof und Schwabenhöfe. Im Gemeindegebiet liegen die abgegangene Ortschaft Witraha und die abgegangenen Burgen Obhusen und Au. Die Nennung des Ortes Niderhusun im Jahre 861 bezieht sich wahrscheinlich auf Niederhausen in der Gemeinde Rheinhausen im Breisgau im Landkreis Emmendingen.

### Nachbargemeinden
Nachbargemeinden sind Horben im Südosten, Wittnau (Breisgau) im Südwesten, Ebringen im Westen und Merzhausen im Norden (alle Landkreis Breisgau-Hochschwarzwald) sowie die Stadt Freiburg im Breisgau im Osten.

### Geologie
Durch Au verläuft die Hauptverwerfung des Oberrheingrabens. Die Seite zum Schönberg wird von den Überresten großer Hangrutschungen geprägt.

## Geschichte
Erstmals erwähnt wird Au in einer Urkunde des Klosters St. Gallen im Jahr 866. 1112 verschenkte ein Heinrich von Au seinen Hof dem Kloster St. Peter. 1123 wird ein Liutfried von Au „miles“ = Ritter genannt. Zwischen 1150 und 1168 wird Hartmann von Aue geboren. Zwischen 1152 und 1186 wird nochmals ein Heinrich von Au erwähnt. In einer Verkaufsurkunde des Werner Kolers dem jüngeren vom 21. März 1280 wird auch dessen Ehefrau Adelheid von Owe (Au) erwähnt. 1344 wird eine Burg in Au genannt. Von 1444 bis 1581 hatten die Schnewlin Bernlapp den Ort als Lehen der Österreicher inne, im Jahre 1696 wurde das Dorf an die Freiherren von Baden verkauft. Im Dreißigjährigen Krieg war Au am 5. August 1644 Schauplatz des zweiten Tages der Schlacht bei Freiburg.

## Politik

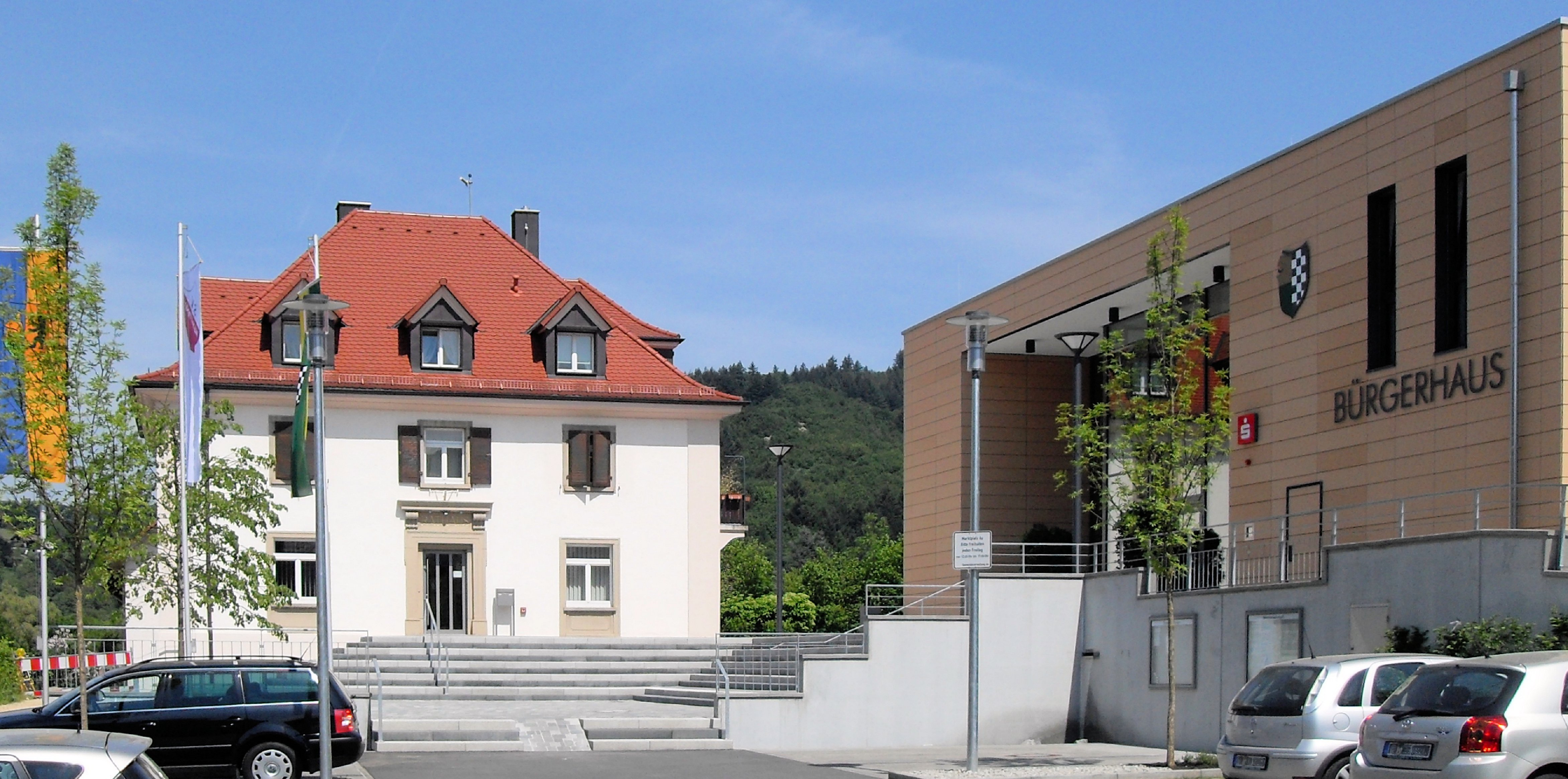
Rathaus und Bürgerhaus in Au

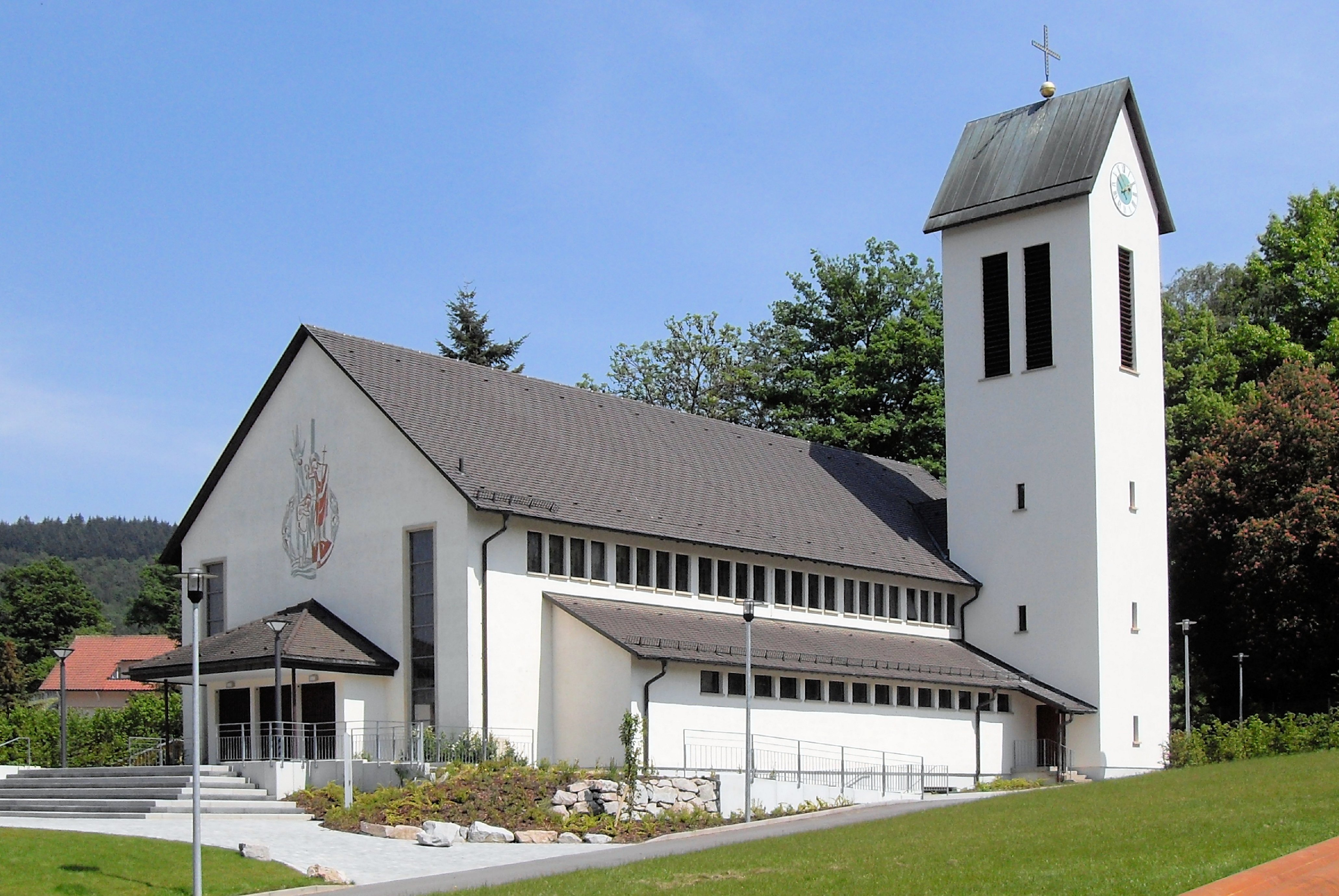
Kirche St. Johannes

### Gemeinderat
Die Kommunalwahl vom 9. Juni 2024 führte bei einer Wahlbeteiligung von 81,8 % (2019: 79,0 %) zu folgendem Ergebnis:
| Partei / Liste       | Stimmenanteil | G/V %p | Sitze   | G/V |
| Wählervereinigung Au | 40,3 %        | + 7,1  | 4 Sitze | + 1 |
| WBU*/Grüne           | 33,5 %        | − 5,7  | 3 Sitze | − 1 |
| Nachhaltig für Au    | 26,2 %        | –      | 3 Sitze | –   |
| CDU                  | –             | − 27,3 | –       | − 3 |

G/V = Gewinn/Verlust im Vergleich mit 2019     *Wählergemeinschaft für Bürgernähe und Umweltschutz

### Bürgermeister
- 1980 bis 2003: Elmar Bitzenhofer
- seit 2004: Jörg Kindel, seit 2018 auch Bürgermeister der Nachbargemeinde Wittnau

## Wirtschaft und Infrastruktur

### Wirtschaft
Da nahezu die Hälfte der Gemeindefläche landwirtschaftlich genutztes Gelände ist, spielt dieser Wirtschaftszweig noch eine erhebliche Rolle. Darunter fällt auch Weinbau, der schon 868 in einer Urkunde im Zusammenhang mit Au erwähnt wird. Weinbau wird unter anderem betrieben vom Weingut Wissler mit seiner Lage Auer Altberg, das 1789 erstmals urkundlich erwähnt wurde.
Neben der Eigenschaft als landwirtschaftliche Gemeinde wird Au aber immer mehr auch zu einer Wohngemeinde von Beschäftigten, die ins nahe Freiburg oder in dessen Umgebung pendeln.

### Verkehr
Die Buslinie 7208 der Südbadenbus GmbH verkehrt von Freiburg nach Bad Krozingen.
Für den Radverkehr verläuft entlang der L 122 ein Radweg, der Au von Sölden und Wittnau über Merzhausen und den FR 7 an das Freiburger Radnetz anbindet. Alternativ kann über die Alte Straße und Merzhausen entlang des Lorettoberges die Wiehre erreicht werden. Der Bau eines zweiten Radweges von Sölden nach Au auf der östlichen Seite wird zum Schutz der Radfahrer gefordert.
Durch Au verläuft die L 122 (Dorfstraße) von Freiburg nach Ehrenkirchen.

## Persönlichkeiten

### Söhne und Töchter
Möglicherweise hat sich Hartmann von Aue (* etwa 1160, † nach 1220) nach Au benannt. Ob er tatsächlich aus einem hier urkundenden Ministerialengeschlecht stammt, ist aber nicht bewiesen – weitere diskutierte Herkunftsorte sind auch Obernau, heute Ortsteil von Rottenburg, und Au bei Ravensburg (Kloster Weißenau). Hartmann war einer der großen Epiker der Stauferzeit.

### Weitere Persönlichkeiten
- Der Richter des Bundesverfassungsgerichts a. D. Ernst-Wolfgang Böckenförde (* 1930, † 2019) lebte in Au (Breisgau).
- Die Spitzensommeliere und Weinautorin Natalie Lumpp (* 1971) verbrachte ihre Kindheit und Jugend in Au (Breisgau).

## Erholung
Überregional: Der historische Bettlerpfad von Merzhausen/Freiburg nach Badenweiler führt durch die Gemeinde.